# روبرت إلكسندر واسون
روبرت إلكسندر واسون (بالإنجليزية: Robert Alexander Wason)‏ (1874 - 11 مايو 1955)؛ روائي أمريكي.